# Bahnhof Danzig Legetor

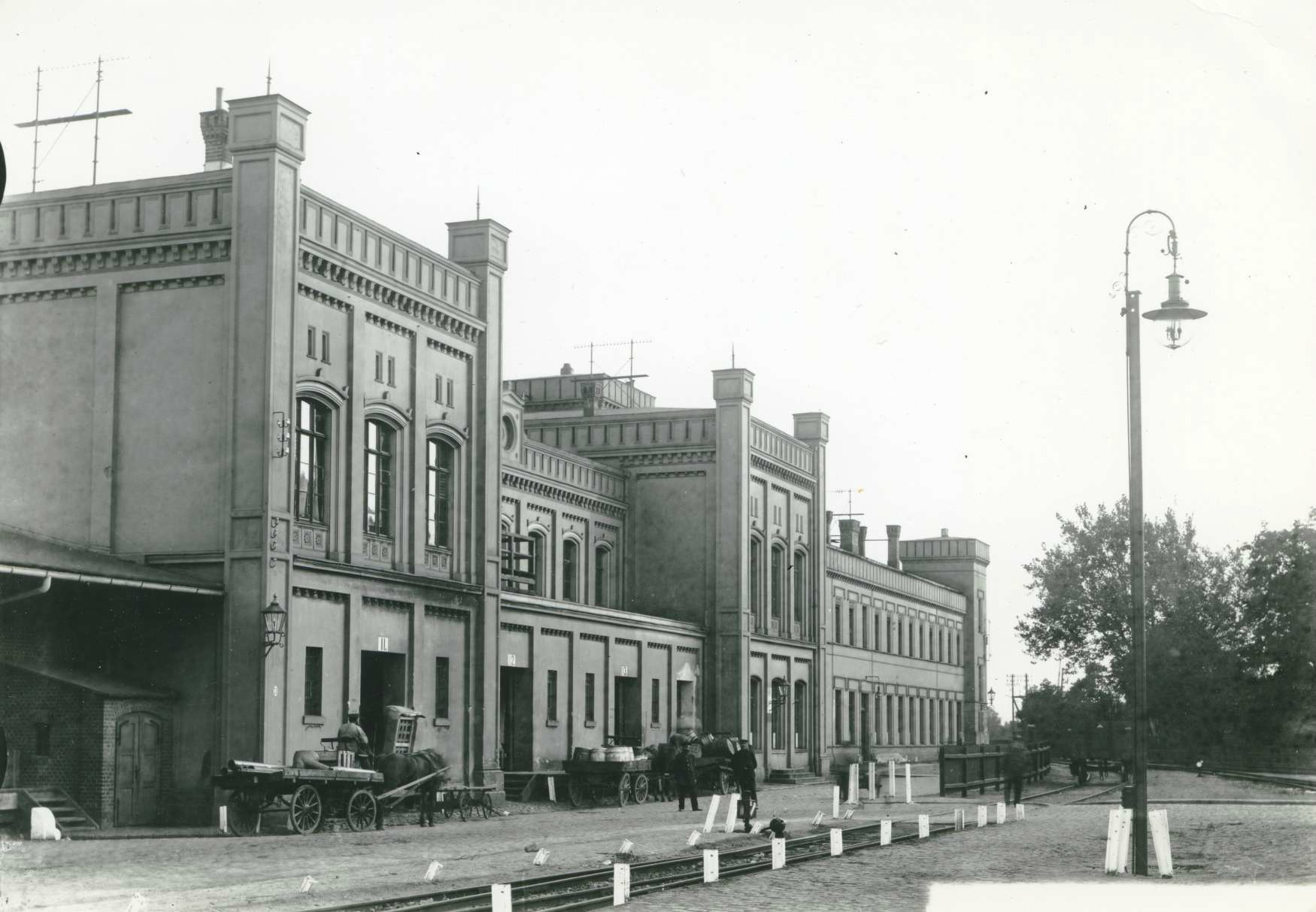
Bahnhof Danzig Legetor (um 1900)

Der Bahnhof Danzig Legetor (1940–1945 Güterbahnhof Leeges Tor, polnisch 1945–1995 Gdańsk-Kłodno) war der erste Danziger Fernbahnhof. Der Kopfbahnhof war bis 1896 der Danziger Endpunkt der Preußischen Ostbahn. Er diente 100 weitere Jahre dem Güterverkehr. Nach 1945 diente er auch zur Abschiebung der vertriebenen Deutschen und der Ankunft der Polen aus Litauen.

## Lage

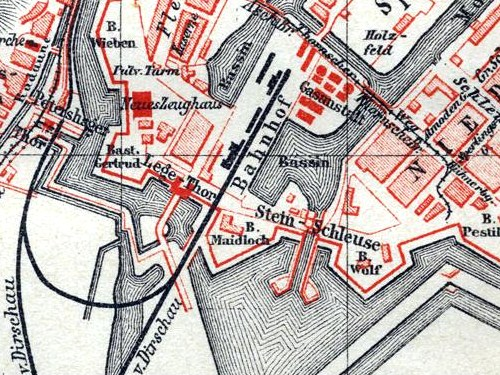
Lage des Bahnhofs (1885)

Der Bahnhof lag im Festungsgürtel südlich der Danziger Innenstadt und südwestlich der Speicherinsel am Thornschen Weg (ulica Toruńska). Die Bahn überquerte auf einer Brücke den Wassergraben bzw. Mottlau-Umfluter und durchquerte dann den Festungswall zwischen Lege Tor (Brama Nizinna) und der Bastion Maidloch (bastion Żubr).
Diese Lage, die nur geringe Erweiterungsflächen bot, hatten die Militärbehörden erzwungen. Das Tor im Wall konnte gegebenenfalls mit Eisenstangen oder Schienen blockiert werden.

## Geschichte

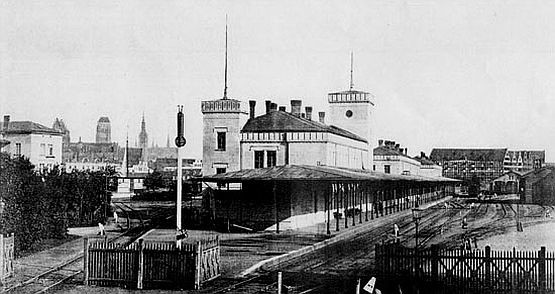
Historische Gebäude (1865)

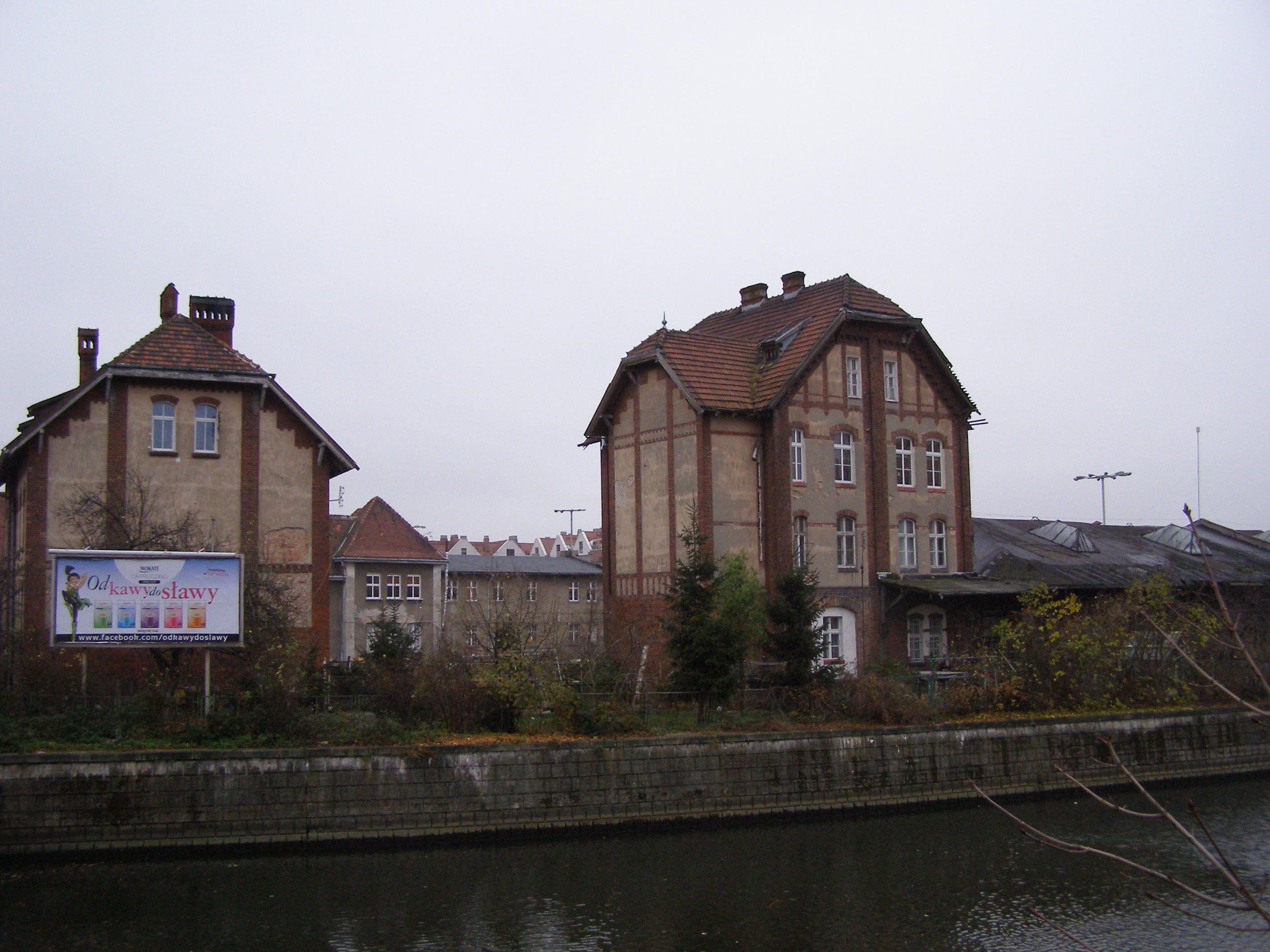
Denkmalgeschützte Häuser (2011)

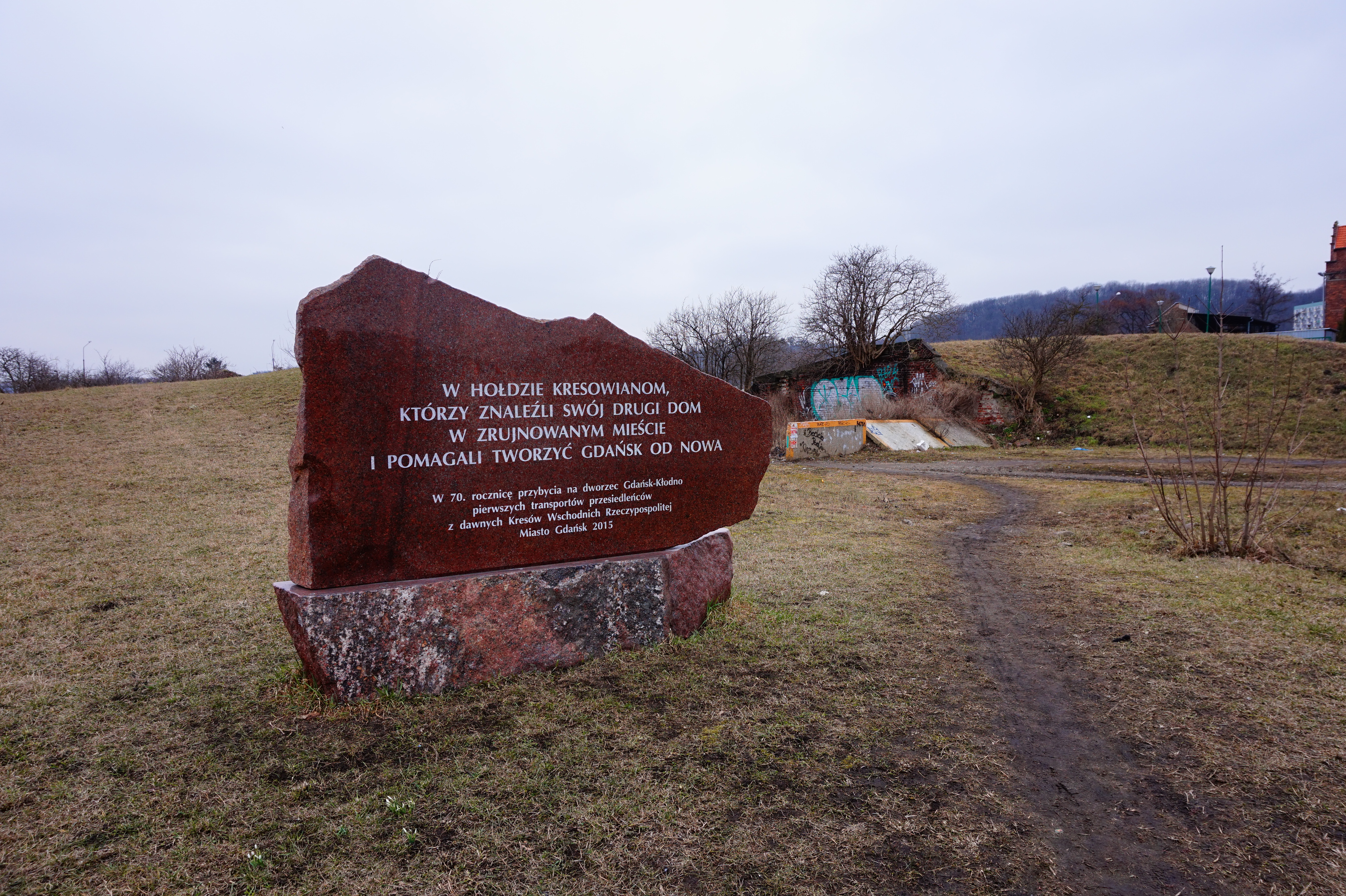
Denkmal von 2015

Der Bahnhof Legetor wurde am 5. August 1852 eröffnet. Am 6. September lief der erste Zug ein. Das Gebäude und die Innenräume wurden in den Jahren von 1871 bis 1872 umgebaut. Die 1870 eröffnete Bahnstrecke Stettin–Danzig endete am Bahnhof Hohetor. Im Jahr 1886 stellte eine Linie der Pferdebahn die Verbindung durch die Innenstadt bis zum Fischmarkt her. Gütergleise wurden 1884 bis auf die Speicherinsel und 1893 entlang der Bastionen zum Schlachthof am Englischen Damm (ulica Angielska Grobla) verlegt.
Am 1. Oktober 1896 ersetzte der Danziger Zentralbahnhof die Bahnhöfe Legetor und Hohetor. Der erstere nahm keine Personenzüge mehr an. Das Provisorium des Zentralbahnhofs währte bis zum 28. Oktober 1900, als der Hauptbahnhof (heute Gdańsk Główny) den Betrieb aufnahm. Der Bahnhof Legetor diente nur noch dem Güterverkehr. Das Empfangsgebäude wurde während des Ersten Weltkriegs zu einem Gebäude für die Güter- und Zollabfertigung umgebaut. Es diente vorübergehend als Lazarett des Roten Kreuzes.
Tor und Bahnhof wurden 1940 in Leeges Tor umbenannt. Im Jahr 1945 wurde das ehemalige Empfangsgebäude zerstört. Nachdem es teilweise wieder hergestellt war, wurden in Gdańsk-Kłodno die Züge mit den ausgewiesenen Deutschen abgefertigt. Am 5. September 1945 lief dort der erste Zug mit Menschen, die im Zuge der Zwangsumsiedlung von Polen aus den ehemaligen polnischen Ostgebieten 1944–1946 vertrieben worden waren, aus Wilna in Litauen ein. In den folgenden Jahren diente der Bahnhof der Frachtexpedition von PKP und PKS. Die Zollabteilung fertigte das Gepäck auswandernder Personen ab.
Der Bahnhof Gdańsk-Kłodno wurde 1995 stillgelegt und die Immobilien gewerblich vermietet. Im renovierten Hauptgebäude eröffnete 2007 das Bursztynek Hostel. Nachdem ein Immobilienentwickler die 5,5 Hektar große Fläche erworben hatte, wurden die Gebäude im März 2015 abgerissen. Nur zwei Gebäude mit Eisenbahnerwohnungen, die unter Denkmalschutz standen, blieben erhalten.
Am 5. September 2015 wurde am 70. Jahrestag der Ankunft des ersten Transports aus der Kresy ein Gedenkstein am Fuß der Bastion Żubr enthüllt, der an die Repatriierten erinnert, die mitgeholfen haben, die Stadt Danzig wiederaufzubauen.